# Tacinga palmadora
Tacinga palmadora är en kaktusväxtart som först beskrevs av Nathaniel Lord Britton och Joseph Nelson Rose, och fick sitt nu gällande namn av Nigel Paul Taylor och Stuppy. Tacinga palmadora ingår i släktet Tacinga och familjen kaktusväxter. Inga underarter finns listade i Catalogue of Life.